# Сплит (эсминец)
Эсминец R-11 «Сплит» (хорв. Razarač R-11 Split) — югославский эскадренный миноносец, состоявший на вооружении ВМС Югославии. По конструкции напоминал французский эсминец типа «Ле Террибль».

## История

### Разработка
В конце 1930-х годов югославскому флоту требовался новый, более крупный эсминец вместо устаревавшего небольшого корабля «Дубровник». Французская компания «Шантье де Луар» помогла югославским инженерам разработать чертежи необходимого эсминца, основываясь на схеме построения эсминцев «Ле Террибль». Строительством занимались преимущественно рабочие из британского дока «Yarrow Shipbuilders» и из югославского дока «Jadranska Brodogradilišta A.D.». Оружие поставляли компании «Шкода» и «Бофорс».

### Требования
По требованию югославов необходимо было установить пять 140-мм противокорабельных орудий, десять 40-мм зенитных орудий попарно,  пять 15-мм пулемётов и шесть 533-мм торпедных аппаратов (по три на борт). На корабль, однако, итого после всех модернизаций установили всего 4 противокорабельные пушки, пять торпедных аппаратов, и две противолодочных установки «Хеджехог» вместо 12 зенитных установок (пулемёты не ставились).

### Строительство
10 апреля 1939 в Сплите был заложен корабль. Де-факто корабль был готов в июле 1939 года, но только в 1940 году его спустили на воду без вооружения (для строительства понадобилось более 600 тонн различного материала). Когда война затронула территорию Югославии, было объявлено о немедленном эмбарго на ввоз оружия фирм «Шкода» и «Бофорс».

### В итальянских и немецких руках
17 апреля 1941 во время Югославской операции итальянцы вошли в Сплит и захватили корабль. По решению руководства итальянских королевских ВМС кораблю было дано имя «Спалато» (итал. Spalato). Судно было поднято на стапель для переоборудования, установки вооружения и модернизации. Итальянцы взяли вооружение фирмы Tosi, установив вместо чехословацких и шведских орудий свои орудия калибров 135, 37 и 20 мм. 10 апреля 1942 судно было спущено на воду. 9 сентября 1943 после капитуляции Италии югославские партизаны прорвались в доки Сплита, захватив корабль. 20 сентября 1943 партизанский отряд принял решение затопить судно из-за угрозы захвата немцами. Несмотря на старания партизан, корабль в 1944 году немцы всё же подняли, но в том же году союзная авиация, организовав бомбардировку Сплита, в который раз потопила судно. Только после освобождения города в 1945 году югославы подняли многострадальный корабль и отбуксировали в Риеку.

### Ремонт и послевоенная служба
Послевоенный ремонт проходил на верфи «Kvarnersko Brodogradilište» (ранее она называлась «Cantieri Navale del Quarnaro» и базировалась в Фиуме, с 1948 года она получила имя «3.Maj Brodogradilište»). Корабль был отремонтирован, в марте 1950 года его торжественно спустили на воду. 4 июля 1958 он получил имя «R-11 Split» и кодовый номер 11 (ранее был под номером 30). До 1980 года корабль состоял на вооружении ВМС Югославии, с 1966 по 1967 годы был ещё раз модернизирован. В 1980 году он стал учебным судном, а 2 февраля 1984 стал плавучим учебным классом морской школы в Пуле. 17 апреля 1985 корабль был выведен из рядов ВМС Югославии и к следующему году его разобрали на метал на верфи «Сава Ковачевич» в Тивате.